# Кубок Молдови з футболу 2006—2007
Кубок Молдови з футболу 2006–2007 — 16-й розіграш кубкового футбольного турніру в Молдові. Титул вп'яте здобув Зімбру.

## Календар
| Раунд            | Дата                          | Матчі | Клуби   |
| ---------------- | ----------------------------- | ----- | ------- |
| Попередній раунд | 27 серпня 2006                | 10    | 41 → 30 |
| Перший раунд     | 5 вересня 2006                | 11    | 30 → 19 |
| Другий раунд     | 19 вересня 2006               | 3     | 19 → 16 |
| 1/8 фіналу       | 27-28 вересня 2006            | 8     | 16 → 8  |
| 1/4 фіналу       | 18-19 жовтня/1 листопада 2006 | 8     | 8 → 4   |
| 1/2 фіналу       | 7/22-23 квітня 2007           | 4     | 4 → 2   |
| Фінал            | 9 травня 2007                 | 1     | 2 → 1   |

## 1/8 фіналу
| Команда 1          | Рахунок      | Команда 2             |
| ------------------ | ------------ | --------------------- |
| 27 вересня 2006    |              |                       |
| Шериф              | 11:1         | Віїшоара (3)          |
| Тилігул-Тирас      | 12:0         | Флакера (Фалешти) (3) |
| Зімбру             | 2:0          | Рапід (Гідігіч) (2)   |
| Флорень (2)        | 2:2 пен. 3:4 | Динамо (Бендери)      |
| Кагул-2005 (3)     | 0:2          | Тирасполь             |
| Колос (Копчак) (3) | 1:2          | Дачія                 |
| Олімпія            | 0:3          | Ністру (Атаки)        |
| 28 вересня 2006    |              |                       |
| Подіш (Інешть) (3) | 0:3          | Політехніка           |

## 1/4 фіналу
| Команда 1                  | Заг.    | Команда 2        | 1-й матч | 2-й матч |
| -------------------------- | ------- | ---------------- | -------- | -------- |
| 18 жовтня/1 листопада 2006 |         |                  |          |          |
| Тилігул-Тирас              | 0:4     | Шериф            | 0:0      | 0:4      |
| Зімбру                     | 4:0     | Політехніка      | 4:0      | 0:0      |
| Тирасполь                  | 3:3 (ч) | Динамо (Бендери) | 1:1      | 2:2      |
| 19 жовтня/1 листопада 2006 |         |                  |          |          |
| Дачія                      | 3:3 (ч) | Ністру (Атаки)   | 3:1      | 0:2      |

## 1/2 фіналу
| Команда 1                  | Заг. | Команда 2 | 1-й матч | 2-й матч |
| -------------------------- | ---- | --------- | -------- | -------- |
| 7/22 квітня 2007           |      |           |          |          |
| Зімбру                     | 3:2  | Шериф     | 2:1      | 1:1      |
| 19 жовтня/1 листопада 2006 |      |           |          |          |
| Ністру (Атаки)             | 3:1  | Тирасполь | 1:0      | 2:1      |

## Фінал
| 9 травня 2007 |

| Зімбру      | 1:0      | Ністру (Атаки) |
| ----------- | -------- | -------------- |
| Кожокар 89' | Протокол |                |

| Зімбру, Кишинів Глядачів: 5 000 Арбітр: Маріо Влк |